# Rezerwat przyrody Brzęki przy Starej Gajówce
Brzęki przy Starej Gajówce – leśny rezerwat przyrody położony w gminie Kaźmierz w powiecie poznańskim, w województwie wielkopolskim, w kompleksie Las Bytyński na południe od wsi Bytyń.

## Charakterystyka
Rezerwat utworzono w 1959 roku na obszarze 5,96 ha. Obecnie zajmuje powierzchnię 6,45 ha. Wokół rezerwatu utworzono otulinę o powierzchni 10,89 ha. Ochroną objęto obszar lasu liściastego z okazami jarzębu brekinii (Sorbus torminalis), inaczej nazywanego brzękiem. Drzewostan jest w większości dwupiętrowy, z udziałem sosny, modrzewia, dębu, brzozy i grabu w wieku 60–140 lat. W rezerwacie rośnie 37 egzemplarzy jarzębu brekinii, z których część ma wymiary pomnikowe (wysokość ponad 20 metrów). Na terenie rezerwatu odbywa się naturalny proces odnawiania brekinii.
Nieopodal znajdują się zbiorowe mogiły Polaków rozstrzeliwanych tu przez Niemców w czasie okupacji niemieckiej.

## Podstawa prawna
- Zarządzenie Ministra Leśnictwa i Przemysłu Drzewnego z dnia 2 lipca 1959 r. w sprawie uznania za rezerwat przyrody (M. P. z 1959 r. Nr 78)
- Obwieszczenie Wojewody Wielkopolskiego z dn. 4.10.2001 r. w sprawie ogłoszenia wykazu rezerwatów przyrody utworzonych do dn. 31.12.1998 r.
- Rozporządzenie Nr 52/2003 Wojewody Wielkopolskiego z dnia 25 września 2003 r. zmieniające rozporządzenie w sprawie uznania za rezerwat przyrody (Dz.Urz. Woj. Wlkp. z 2003 r. Nr 157, poz. 2949); zmieniające rozporządzenie Nr 37/2003 Wojewody Wielkopolskiego z dnia 28 lipca 2003 r. w sprawie rezerwatu przyrody (Dz. Urz.Woj.Wlkp. z 2003 r. Nr 134, poz. 2512)[3]
- Zarządzenie Regionalnego Dyrektora Ochrony Środowiska w Poznaniu z dnia 6 czerwca 2018 r. w sprawie rezerwatu przyrody „Brzęki przy Starej Gajówce”